# 究極タイガー
『究極タイガー』（きゅうきょくタイガー）は、東亜プランが開発した縦スクロールシューティングゲーム。日本では、1987年よりタイトーの販売によるアーケードゲームとして稼働を開始した。日本国外版では『Twin Cobra』というタイトルでリリースされた。後に様々な家庭用ゲーム機やデジタルデバイスに移植されている。詳細は他機種版の節を参照。

## 概要
同社の『タイガーヘリ』（1985年）の続編であり、自機「バトルタイガー」を操作し、巨大要塞を破壊するのを目的としている。1995年には更なる続編『究極タイガーII』（1995年）が製作されている。
数種類のメインショットの使い分け、画面の半分を覆い尽くすほどの強力なボンバー、高速弾を主体とした激しい敵攻撃などのシステムをバランスよく盛り込み、縦スクロールシューティングゲームにおけるスタイルのスタンダードの1つを完成させた。後年の『雷電』（1990年）などの本作を踏襲した多くのフォロワーが登場している。開発者の1人である上村建也曰く「難しいゲームは長く遊べないからつまらないという意見を真っ向から否定出来る作品」を目指した。前年の『飛翔鮫』（1987年）に続く本作の大ヒットで東亜プランはアーケードシューティングゲームメーカーとしての地位を確立し、多くのシューティングゲームを発売することとなった。
本来は一人プレイ専用（二人の場合は交互にプレイ）のゲームだが、後述する海外版では二人同時プレイが可能。家庭用の移植版「究極タイガーヘリ」には、国内で稼働したかは不明な「二人同時プレイ可能な『究極タイガー』」も収録され、プレイが可能。
ゲーム誌『ゲーメスト』の企画「第2回ゲーメスト大賞」（1988年度）にて、ベストシューティング賞4位、ピュアシューティング賞（編集部特別賞）を獲得、またゲーメストムック『ザ・ベストゲーム』（1991年）では第42位を獲得した。さらに、PCエンジン版はゲーム誌『ファミコン通信』の「クロスレビュー」にてゴールド殿堂入りを獲得した。

## ゲーム内容

### システム
8方向レバーと2ボタン（ショット、ボンバー）で自機「バトルタイガー」を操作する。ショットは対空と対地共通で飛行機、船、戦車、一部の建物を破壊する。ボンバーは強力な爆弾で弾数表示の分だけ使える。
ステージ最後には大型戦車や要塞等の敵ボスが待ち構えており、撃破するか制限時間を超過するかにより面クリアとなる。
敵弾に被弾または飛行機に衝突するとミスとなり、復帰地点まで戻される。残機が無くなるとゲームオーバー。
またステージ内は複数のエリアに分かれており、ゲームオーバー後にランキングの欄で到達エリア数が表示される。1つのステージ内に設定されている復帰地点の数も多く、短時間の内にミスが連続すると復帰地点を後ろの方へ引き戻される。
ステージは10面あり、10面をクリアするとさらに難易度が上昇した1面 - 10面が始まる。そのサイクルをゲームオーバーまで続くループ式。また難易度については16周目まで敵の弾速が上昇する。

### アイテム
ショットパワーアップ（S）
特定の敵を倒すと出現、取得するとショットがパワーアップする(10段階)。
武器チェンジ
特定の敵を倒すと出現、丸状アイテムの色が「赤→緑→青→黄→赤…」の順に一定時間で変化する。取得したときの色によりショットの武器が変わる。武器と同じ色で取得すると2,000点獲得。
- レッドガン（赤） - 初期装備。自機正面を攻撃する。パワーアップすると弾が最大5列の横並びで発射される。直線的で横や後方からの攻撃に多少の苦戦を強いられるが、連射が利くので青の次に有効な装備。
- グリーンストーム（緑） - 雑魚を貫通する高威力レーザー。自機正面の狭い範囲を攻撃する。攻撃範囲が狭いという欠点はあるものの、一部のボス戦で威力を発揮する。
- ブルーアイ（青） - 弾丸を自機前方に扇状に発射する。広範囲を攻撃可能かつ近距離で連射すると大ダメージを与えられる。
- イエロークロス（黄） - 前後左右に弾丸を同時に発射する。正面以外からの敵に対応しやすい。

ボンバー（B）
自機の前方に落下し、広範囲の爆発で大きなダメージを与える。ザコ敵を一掃する他、敵弾も消滅できる。ボタンを押してから爆発までに若干のタイムラグがある。初期値は3発、アイテムを取得すると弾数が増える。最高7発までストック可能。
勲章（★）
地上の建物や大きい船の船橋などを壊すと出現する。ステージクリア時に（取得した数）×3,000点が加算される。ステージ途中でミスした場合は取得数は0に戻る。
エクステンド（1UP）
取得すると残機が1加算される。ノーミスで勲章を一定数出現させると出現する。

### 日本国外版
2人同時プレイが可能であるなど本作と若干の相違点がある。日本でも一部のゲームセンターなどが基板を逆輸入して稼働させた例もあるほか、後述する幾つかの家庭用ゲーム機にも移植されているので、相応の努力をすれば購入・プレイは可能。
『究極タイガー』との相違点
2人同時プレイおよび途中参加が可能。それに伴い自機のカラーリングも異なる。
ミス後は一定地点まで戻ることなくその場から再開される。ボスと相討ちとなった場合はこれにより着艦シーンが飛ばされBGMも前面を引き継ぐ。
自機の移動速度が『究極タイガー』より速くなっている代わりに一画面上に発射できる弾数が少なくなっている（『究極タイガー』は4連射であるのに対し、『TWIN COBRA』は3連射となっている）。

## 移植版
東亜プランが開発した製品の中では移植プラットフォーム数が一番多い。
| No. | タイトル                                | 発売日                       | 対応機種                                                    | 開発元 （移植担当企業） | 発売元                                   | メディア                                                    | 型式              | 備考 |
| --- | --------------------------------------- | ---------------------------- | ----------------------------------------------------------- | ----------------------- | ---------------------------------------- | ----------------------------------------------------------- | ----------------- | --- |
| 1   | 究極タイガー                            | 1989年3月31日                | PCエンジン                                                  | エーアイ                | タイトー                                 | 2メガビットHuCARD                                           | TP01001           | |
| 2   | 究極タイガー                            | 1989年8月4日 1989年          | ファミリーコンピュータ                                      | マイクロニクス          | CBSソニー サミー                         | 2メガビットロムカセット                                     | CBS-QT NES-QT-USA | |
| 3   | 究極タイガー                            | 1991年2月22日 1991年         | メガドライブ                                                | グラフィックリサーチ    | トレコ                                   | 5メガビットロムカセット                                     | T-24033 1128      | |
| 4   | 究極タイガー                            | 1993年1月15日                | X68000                                                      | カネコインターステイト  | カネコ                                   | フロッピーディスク                                          | -                 | |
| 5   | 究極タイガー                            | 1994年2月1日                 | FM TOWNS                                                    | ビング                  | ビング                                   | CD-ROM                                                      | -                 | |
| 6   | 東亜プランシューティングバトル1         | 1996年8月30日                | PlayStation                                                 | ガゼル                  | バンプレスト                             | CD-ROM                                                      | SLPS-00436        | アーケード版の移植、『タイガーヘリ』『TWIN COBRA』を同時収録 |
| 7   | 究極タイガー クラシック                 | 2019年11月                   | iOS / Android                                               |                         | Mobirix                                  | ダウンロード                                                |                   | アーケード版の移植、基本プレイ無料。 |
| 8   | 究極タイガーヘリ                        | 2021年10月28日 2024年5月16日 | Nintendo Switch PlayStation 4                               | エムツー                | エムツー                                 | ゲームカード(Switch) 光学ディスク(PS4) ダウンロード(両機種) | -                 | アーケード版を『TWIN COBRA』と共に移植・収録 AC二人同時プレイ版も移植・収録 PS1版以外の家庭用ゲーム機移植版と『タイガーヘリ』もプレイ可能(詳しくは後述) 本作とは直接関係ない東亜製ゲームも幾つかプレイ可能（詳しくは後述） |
| 9   | 究極タイガー                            | 2022年3月2日                 | イーグレットツー ミニ                                       | 瑞起                    | タイトー                                 | プリインストール                                            | -                 | アーケード版の移植 本体にあらかじめインストールされた40作品の1つとして収録。 |
| 10  | Twin Cobra                              | INT 2023年2月14日            | Windows                                                     | Bitwave Games           | Bitwave Games                            | ダウンロード （Steam、GOG.com）                             | 2022910           | アーケード版の移植 |
| 11  | Amusement Arcade TOAPLAN                | INT 2024年11月16日           | iOS Android                                                 | TATSUJIN                | TATSUJIN                                 | ダウンロード （App Store、Google Play）                     | -                 | アーケード版の移植 東亜プラン制作のゲーム25本をカップリング。 |
| 12  | 東亜プラン アーケードコレクション VOL 1 | INT 2025年8月28日            | Nintendo Switch PlayStation 4 PlayStation 5 Xbox Series X/S | Bitwave Games           | シティコネクション INT Clear River Games | ダウンロード                                                | -                 | アーケード版の移植 |

PCエンジン版
- 開発（移植）はエーアイ[7]。PCエンジン版のみの裏技として、セレクトボタンを押しながら黄色アイテムを取得すると、射撃のうち横方向の弾は誘導弾にすることができるため、多少使い勝手が向上した。他にも、1面スタート直後に画面左下に移動してボムを発射すると、自機が3機増える（厳密には残機が5機にセットされる。2周目以降で残機がこれより多い場合に行うと、残機が減ってしまう事になる）。また、BGMのアレンジを『スターフォース』『女神転生シリーズ』『ブレイゾン』などのサウンドコンポーザーである増子司が担当している[8]。

ファミリーコンピュータ版
- 開発（移植）はマイクロニクス。自機がやられたときの復活が戻りではなくその場復活になっており、一定時間無敵になるアイテムも登場する。

メガドライブ版
- 開発（移植）はグラフィックリサーチ。「黄色い戦車」に代表されるように、グラフィック面が雑であることと、他機種への移植版と異なり、「飛翔鮫」以降の東亜プランシューティングで必ず採用されているシステムである「自機が戦車やヘリなどの雑魚敵の至近距離にいる時は、その雑魚敵は弾を撃たない」という、ゲーム性の根幹にかかわる部分が再現されておらず、真横にいる雑魚から避けられない弾を撃たれやられる等の現象が起こる為、難易度が異様に高い。アレンジされたBGMは出来が良く、高く評価されている[9]。

X68000版
FM TOWNS版
- オマケゲームで『究極タイヤー』なるドットイートゲームも収録されている。

PlayStation版『東亜プランシューティングバトル1』
- 『タイガーヘリ』『TWIN COBRA』と共に収録されている。開発（移植）は東亜の元スタッフが立ち上げたガゼルが行い、移植度は非常に高いが、PlayStation 2でプレイすると動きが非常に遅くなる現象が起こる（ソフトの互換性に問題があるため）。

なおタイトルに「1」と付いているが、以降バンプレストから東亜のゲームソフトがリリースされることは無かった。
iOS/Android版
- Mobirixより発売。アーケード版の移植。難易度4段階から設定可能だが、上位ランクのモードは特定の条件を満たさないとプレイ出来ない。ゲーム中のデモ画面とネームエントリーはカット（ただしメニュー画面ではネームエントリーの曲が流れる）。

Nintendo Switch /PlayStation 4版『究極タイガーヘリ』
- 開発（移植）を担当する エムツーが自社で販売も担当して展開しているレトロゲーム移植シリーズ「M2 ShotTriggers」の一つとしてリリース。エムツー社は予てより「東亜プランの作品を（企業体力が続く限り可能な範囲内で）全て自社レーベルで移植する」との構想を持っていたが、本作が実際にリリースされた第1弾となる。

収録ラインナップは『究極タイガー』『TWIN COBRA』に限定すると（※）最大で全8タイトル。両作の国内・海外AC版と、前述したとおり国内で実際に稼働されたのかどうかハッキリしない「二人同時プレイ可能な『究極タイガー』」の3タイトルが基本収録作となる。このほか国内外でリリースされた両作の家庭用ゲーム機版5作（タイガーFC/COBRA・NES版、タイガーPCE版、タイガーMD/COBRA・GENESIS版）もパッケージ版にはデフォルトで収録。（ダウンロード版でも別途にダウンロードコンテンツとして購入可能）
（※）この他『タイガーヘリ』のAC版やFC/NES版にSHTでは無い別の東亜プラン作品『ゲットスター』や『洗脳ゲーム TEKI・PAKI』もプレイ可能だが、本作とは直接関係ないので、詳しくは当該項目先を参照。
これまでのAC移植版は、ゲーム本編のタイトル画面で描画されるメーカーロゴが原典と異なっていたが、本作では移植版では初めて原典通り「TAITO」名義になっている。
イーグレットツー ミニ版
- タイトーより発売の、タイトーが何らかの形で関わったアーケードゲームを多数収録した「復刻系ゲーム機」の1タイトルとして収録。開発（移植）は瑞起が行った。こちらもゲーム本編のタイトル画面で描画されるメーカーロゴは「TAITO」となっている。(販売時期は上記の「究極タイガーヘリ」版よりも後となったが、移植の発表時期自体はコチラが先）

## スタッフ
アーケード版
- 企画：弓削雅稔
- プログラム：弓削雅稔、上村建也
- デザイン：岩渕孝悦、荻原直樹
- 作曲：弓削雅稔、上村建也

PCエンジン版
- デザイナー：印内紀美
- ミュージシャン：増子司
- サブ・プログラマー：熊捕勇人
- メイン・プログラマー：荒居弘之

ファミリーコンピュータ版
- プログラマー：ながたたかひこ
- キャラクター：くろだてつや
- サウンド：ながたたかひこ
- スペシャル・サンクス：なかにしゆういち、19 KUBOTA、Y.KAZZO（やぎかずお）、つかだまさひこ
- プロデューサー：高橋章二、P.M.D.C.
- アシスト：かわむきゆういちろう

メガドライブ版
- パブリッシャー：里見治
- プロデューサー：くすせひろみつ
- アシスタント・プロデューサー：つちだたつひこ、おうがたかし、さわだみどり、くろだたかし、村山明宏
- プログラム・デザイナー：浜田康之、OSHIETE KAWACHAN
- アート・クリエーター：NUMATARO（おおぬまいさむ）、しわすえとう、KENCHAN ARUMON MARK-2（のむらけんじ）、HARADA RIKU-SHICYOH、野村十稔、HASHIURI YUKI、KIDOKORO MAI（城所哲也）
- ミュージック・アレンジャー：RAIKA NO PAPA（菅野ひろと）
- スーパー・データ・メーカー：DOTSUKANPO ITOH（いとうまさひろ）
- エグゼクティブ・ディレクター：沢田義明
- スペシャル・サンクス：DAMENANOYO-N SHIGECY（いしはらかずしげ）、SILPHEED、SILENCE TAKAHASHI（たかはしりょう）、DADIDA SYOHJI、TETRIS KUDASAI MACCHAN、玉山文人、YUKIMI PAPA（もりしたゆきみ）、URAKURANI MAN、EGAWA BUCYOH、YAMANAKA SAN（やまなかちぐさ）、HEX DEC BIN IMOTO

## 評価
アーケード版
- ゲーム誌『ゲーメスト』1989年2月号（Vol.29）にて発表された「第2回ゲーメスト大賞」（1988年度）で、読者投票によりベストシューティング賞で4位、年間ヒットゲームで9位、ピュアシューティング賞（編集部特別賞）を獲得している[18] 。

- 1991年にそれまで稼働されていたアーケードゲーム全てを対象に行われた『ゲーメスト』読者の人気投票によるゲーメストムック『ザ・ベストゲーム』では第42位を獲得した[19]。また、巻末の「ビデオゲームフルリスト」の紹介文では、「タイガーヘリの続編。（中略）弾が速く難しかった」と難易度に関して否定的なコメントで紹介されている[20]。

- 1998年にそれまで発売されていたアーケードゲーム全てを対象に行われた『ゲーメスト』読者の人気投票によるゲーメストムック『ザ・ベストゲーム2』では、「システム的には取り立てて特徴のないオーソドックスな縦シュー」とゲームシステムに関しては凡庸であると指摘しているが、「洗練された敵の配置や攻撃パターン、敵を撃つ単純な爽快感といった、いわゆる『作り込み』の部分の対するこだわりが非常に深い」、「敵アルゴリズムは実に練り込まれており、当時氾濫していた縦シューとは、完成度の点で明らかに一線を画していた」、「東亜シューティング黄金期の最高峰に位置するゲームが究極タイガーなのである」と、ゲーム性や完成度に関して絶賛した[21]。

PCエンジン版
ゲーム誌『ファミコン通信』の「クロスレビュー」では8・9・8・8の合計33点（満40点）でゴールド殿堂入りを獲得、『マル勝PCエンジン』では9・8・9・9の合計35点（満40点）、『PC Engine FAN』の読者投票による「ゲーム通信簿」での評価は以下の通りとなっており、24.37点（満30点）となっている。また、この得点はPCエンジン全ソフトの中で32位（485本中、1993年時点）となっている。同雑誌1993年10月号特別付録の「PCエンジンオールカタログ'93」では、「かなりの難しさを誇った業務用からの移植作。業務用で縦長画面がPCエンジンでは横長画面になっているが、ゲームバランスは変わらない。ゲームのウリである硬い敵と威力抜群のボンバーもしっかり移植された」と移植度に関して肯定的なコメントで紹介されている。
| 項目 | キャラクタ | 音楽 | 操作性 | 熱中度 | お買得度 | オリジナリティ | 総合  |
| 得点 | 4.13       | 4.06 | 4.08   | 4.35   | 4.16     | 3.60           | 24.37 |

ファミリーコンピュータ版
ゲーム誌『ファミコン通信』の「クロスレビュー」では合計22点（満40点）、『ファミリーコンピュータMagazine』の読者投票による「ゲーム通信簿」での評価は以下の通りとなっており、20.17点（満30点）となっている。同雑誌1991年5月10日号特別付録の「ファミコンロムカセット オールカタログ」では、「ゲーセンで大人気だったゲーム。難易度も高く、ビシバシ撃ちまくるシューティングの原点にかえったゲーム。パワーアップした自機は痛快」と紹介されている。
| 項目 | キャラクタ | 音楽 | 操作性 | 熱中度 | お買得度 | オリジナリティ | 総合  |
| 得点 | 3.29       | 3.37 | 3.43   | 3.63   | 3.27     | 3.18           | 20.17 |

メガドライブ版
- ゲーム誌『ファミコン通信』の「クロスレビュー」では合計で21点（満40点）になっている[14]。

- ゲーム誌『メガドライブFAN』の読者投票による「ゲーム通信簿」での評価は以下の通りとなっており、17.26点（満30点）となっている[5]。

| 項目 | キャラクタ | 音楽 | 操作性 | 熱中度 | お買得度 | オリジナリティ | 総合  |
| 得点 | 2.82       | 3.00 | 3.02   | 3.06   | 2.74     | 2.62           | 17.26 |

- ゲーム本『メガドライブ大全』（2004年、太田出版）では、「タテ画面→横画面にしただけでも恐れ多い。タテが寸詰まりになったせいで、ザコに撃ち込める時間が減ってしまい、固い敵がもっと固くなってしまったのだ」、「『大旋風』や『TATSUJIN』のように、生みの親の東亜プランが移植する幸運にも恵まれず、『究極』のメガドラ版は究極になり得なかった」とゲーム性や移植度に関して否定的に評価している[17]。